# Prémio Satellite de melhor canção original
O Prémio Satellite de melhor canção original é concedido anualmente pela International Press Academy.